# Gaspar Gratiani
Pour les articles homonymes, voir Graziani.
Gaspar Gratiani, Graziani ou Grazziani (né vers 1575 / 1580 assassiné le 29 septembre 1620) est un gentilhomme de fortune vénitien, né en Dalmatie, qui est prince de Moldavie de 1619 à 1620. 
La monarchie est élective dans les principautés roumaines de Moldavie et de Valachie, comme en Transylvanie et en Pologne voisines : le prince (voïvode, hospodar ou domnitor selon les époques et les sources) est élu par (et souvent parmi) les boyards : pour être nommé, régner et se maintenir, il s'appuie sur les partis de boyards et fréquemment sur les puissances voisines, habsbourgeoise, polonaise, russe et surtout ottomane, car jusqu'en 1859 les deux principautés sont vassales de la « Sublime Porte » ottomane dont elles sont tributaires.

## Biographie
Gaspar Gratiani (Graziani) entre au service de plusieurs cours européennes du fait de sa connaissance des langues et effectue des missions diplomatiques auprès de l’Empire ottoman.
Également très apprécié du gouvernement de la « Sublime Porte » il est nommé Drogman. Pour le remercier de ses bons services le sultan lui accorde le titre de duc de Naxos et de Paros en 1616. Ainsi intégré parmi les Phanariotes, et vu sa loyauté envers les Ottomans, il entrevoit la possibilité d‘obtenir le trône de Moldavie, car à cette époque, l'élection des princes moldave et valaque par le Conseil des boyards (Sfatul domnesc) compte de moins en moins face à l'agrément du candidat par le Sultan ottoman et son entourage, de sorte que les trônes des principautés roumaines se jouent de moins en moins à Bucarest et à Jassy, et de plus en plus à Constantinople. Il se convertit alors rapidement du catholicisme au christianisme orthodoxe et il est nommé prince de Moldavie en remplacement de Radu Mihnea le 14 février 1619.
Une fois en place, Gaspar Graziani commence à négocier une alliance avec le roi Sigismond III de Pologne qui envisageait une action militaire contre la puissance turque. Après la défaite des troupes polonaises à la bataille de Țuțora, il tente de se réfugier en Pologne mais il est assassiné dans le village de Branistea par deux boyards fidèles au prince Alexandru IV Iliaș, lui-même vassal fidèle des Ottomans. Iliaș succède à Gratiani sur le trône.